# APRO
Tổ chức Nghiên cứu Hiện tượng Không trung (APRO) là nhóm nghiên cứu UFO do Jim và Coral Lorenzen sống ở Vịnh Sturgeon, Wisconsin khởi tạo vào tháng 1 năm 1952.
Nhóm này có trụ sở ở Tucson, Arizona sau năm 1960. APRO có nhiều chi nhánh ở các tiểu bang, hoạt động cho đến cuối năm 1988.
APRO nhấn mạnh vào các cuộc điều tra lĩnh vực khoa học, và có một đội ngũ nhà khoa học tư vấn mang học vị Tiến sĩ. Một ví dụ đáng chú ý là Tiến sĩ James E. McDonald tại Đại học Arizona, một nhà vật lý khí quyển nổi tiếng và có lẽ là nhà nghiên cứu khoa học hàng đầu về UFO trong thời đại của ông. Một người khác là Tiến sĩ James Harder của Đại học California, Berkeley, nguyên là giáo sư kỹ thuật dân dụng và thủy lực từng giữ chức giám đốc nghiên cứu từ năm 1969-1982. McDonald và Harder là một trong số sáu nhà khoa học đã làm chứng về UFO trước Ủy ban Khoa học và Du hành vũ trụ thuộc Hạ viện Hoa Kỳ vào ngày 29 tháng 7 năm 1968, khi họ tài trợ cho một hội nghị chuyên đề kéo dài "một ngày" về chủ đề này.
Nhà thiên văn học J. Allen Hynek đã trích dẫn APRO và NICAP là hai nhóm UFO dân sự tốt nhất trong thời đại của họ, bao gồm phần lớn những nhân vật với tâm trí điềm tĩnh, nghiêm túc có khả năng đóng góp đáng kể cho chủ đề này.
Năm 1969, một phần lớn thành viên của APRO được bầu chọn nhằm thành lập một nhóm mới có tên là "Mạng lưới UFO Trung Tây"; để rồi sớm mở rộng và trở thành Mạng lưới UFO Song phương (MUFON) vốn vẫn còn hoạt động cho đến ngày nay.